# Marijan Lipovšek
Marijan Lipovšek, slovenski skladatelj, pianist in pedagog, * 26. januar 1910, Ljubljana, † 25. december 1995, Ljubljana.
Lipovšek je bil vsestranski človek. Poleg skladateljskih in pianističnih dejavnosti, po katerih je najbolj prepoznaven, je bil še urednik, predavatelj, pedagog, prevajalec, kritik, publicist, esejist, fotograf in alpinist. Mnogim ljubiteljem gora je znana njegova knjiga Steze, skale in smučišča.
Glasbeni konservatorij (kompozicijo in klavir) v Ljubljani je z odliko končal leta 1932 pri Slavku Ostercu, s štipendijo pa se je eno leto (nadaljnji študij je opustil) izpopolnjeval v Pragi, enako kot njegov slovenski stanovski kolega Pavel Šivic, pri skladatelju Josefu Suku in Aloisu Hábi. Po vrnitvi v Ljubljano se je zaposlil na Glasbeni akademiji in na ljubljanskem Radiu. Po vojni je postal profesor klavirja, komorne glasbe in teoretičnih predmetov na Akademiji za glasbo; kasneje je postal tudi njen rektor (1968-70) in ravnatelj Slovenske filharmonije, okoli 20 let pa je od ustanovitve predaval tudi na muzikološkem oddelku Filozofske fakultete v Ljubljani. 
Bil je sourednik Slovenske glasbene revije ter urednik izdaj Društva slovenskih skladateljev.  
V skladateljskem smislu je predstavnik slovenske neoklasicistične smeri; do nove glasbe je bil zadržan že pred vojno. Pogosto je rabil modalnost in pandiatoniko, pri melodiji je izhajal iz ljudske pesmi. Kot izvrsten pianist je bil najbolj opažen kot spremljevalec svoje hčerke, svetovno znane mezzosopranistke Marjane Lipovšek, nastopal pa je tudi v komornih zasedbah in po radiu. Pred občinstvom je najpogosteje igral Beethovna. Virtuoznosti ni maral. Napisal je razmeroma malo klavirskih skladb, a več orkestralnih. Za svoje vsestransko glasbeno delo je leta 1949 in 1974 prejel Prešernovo nagrado. Univerza v Ljubljani mu je podelila naslov zaslužnega profesorja. 
Njegov sin je tudi slovenski skladatelj in glasbeni urednik Bor Turel.

## Dela

### Kantata
- Orglar kantata za štiri soliste, zbor in orkester na Prešernovo besedilo (1949).

### Orkestralna glasba
- Simfonija (1939-49-70). Čeprav simfonija nima programske vsebine, je vsekakor odsev hudih, prelomnih časov ob začetku druge svetovne vojne. Tako se razplet tematike ujema z upanjem, da bo za težkimi preizkušnjami nastopila srečnejša doba. Skladatelj je partituro nekajkrat predelal. Prva izvedba je bila 28. novembra 1949 v Unionski dvorani. Orkestru Slovenske filharmonije pa je dirigiral Jakov Cipci, v dokončni verziji pa jo je oddirigiral Oscar Danon, simfonija pa ima namesto prvotnih štirih stavkov le tri: Tempo di marcia-vivace, Lento, Scherzoso e presto.

- Prva suita za godala (1939)
- Domovina, simfonična pesnitev (1950)
- Druga suita za godala (1951). Bližja simfoniji kot baročni suiti.
- Toccata quasi apertura (1956)
- Tretja suita za godala (1959). Bližja simfoniji kot baročni suiti.

### Koncertantna glasba
- Prva rapsodija za violino in orkester (1955)). Obstaja tudi v komorni različici s spremljavo klavirja.
- Druga rapsodija za violino in orkester (1962) je bila v nasprotju s komorno različico najprej skomponirana v komorni varianti in šele nato instrumentirana.
- Koncert za trobento in orkester (1969). Prva izvedba je bila 24. januarja 1969; solist je bil Anton Grčar, dirigent pa Marko Munih.

### Komorna glasba
- Prva sonata za violino in klavir (1941)
- Balada za violončelo in klavir (1944)
- Dva Dua, za violino in alta, I. Suite, II. Fantasia in Fugue (1963)
- Štiri poročila za godalni kvartet (1973)
- Druga sonata za violino in klavir (1974)

### Klavirska glasba
- Dvajset mladinskih pesmi (1944) je ciklus dostopnih a vrednih skladbic pri katerih je z malimi sredstvi veliko povedano. So nekakšen glasbeni sprehod oziroma zvočna slikanica »otroških« podob, ki so izrazito nestereotipno rešene. Sledijo si po naslednjem vrstnem redu:
  - Poljska
  - Pastirska
  - Beračeva
  - Kmetova
  - Pesem sapice
  - Pesem siromakov
  - Pesem stare matere
  - Pesem od detetu
  - Pesem temnih oblakov
  - Pesem delavca
  - Pesem otroškega reja
  - Pesem deževnih kapljic
  - Prazniška
  - Pesem male matere
  - Pesem belih oblakov
  - Pesem pomladne travice
  - Pesem mladih vojakov
  - Pesem grobov
  - Gozdna
  - Pesem gorske zvončnice

Ob stoti obletnici skladateljevega rojstva je Konservatorij za glasbo in balet Ljubljana priredil spominski koncert na katerem so učenci klavirskega oddelka pripravili skladbe iz zbirke DVAJSET MLADINSKIH PESMI, Studio12  pa je koncert tudi posnel in na spodnji povezavi si lahko oddajo tudi ogledate.
- Studio12: Marijan Lipovšek: DVAJSET MLADINSKIH PESMI ZA KLAVIR

- Sonata (1954)
- Voznica, 30 variacij na ljudski motiv (1956), poleg Sonate je to najpomembnejša Lipovškova klavirska skladba.

### Samospev
Glede na skladateljevo stilno in idejno orientacijo, miselno in literarno odprtost ter kompozicijsko vsestranskost je razumljivo, da je tudi na tem področju izdatno prispeval v svojem glasbenem snovanju. 
- Devet pesmi na besedila raznih avtorjev, ki zaokrožujejo bolj zgodnje skladateljeve samospeve (1925-55).
- Šestnajst samospevov za visoki glas in klavir na pesmi Matije Šarabona iz ciklusa pesmi Bolečina (1946):
  - Bil sem žalosten in sam
  - Iščem te
  - Glej, cvetijo anemone,
  - Rad bi bil
  - Zažgi grmado
  - Občutil sem te
  - Še čutim rahlost
  - Razliva sonce se
  - Ti si začarala me
  - Od Moje k tvoji srčni krvi
  - Kaj bila si mi?
  - Kakor droben list v potoku
  - Razklali so ognjeni me viharji
  - Slišim drhtenje
  - Kakor droben list v potoku
  - Razklali so ognjeni me viharji
  - Slišim drhtenje
  - Pesnik govori o smrti - O moja dobra smrt
  - Smrt pesnika - O naj še plešem

- Sedem samospevov (1953-8)
- Sončece, sij na besedila Stane Vinšek (1955) je eden najlepših Lipovškovih ciklov in obenem eden izmed najbolj prisrčnih opusov v celotni slovenski samospevni literaturi.:
  - Sončece, sij!   Studio12:SONČECE, SIJ!
  - Na trati     Studio12:NA TRATI
  - Pastirica   Studio12:PASTIRICA
  - Dve o račkah
  - Meglice   Studio12:MEGLICE
  - Dežek   Studio12: DEŽEK
  - Šaljivka
  - Polžek
  - Vsi svetI   Studio12:VSI SVETI
  - Uspavanka
  - Sinček
  - Micica
  - Kolo
  - Pomladna

- Verzi (šest pesmi za tenor in klavir)
- Dvanajst narodnih pesmi za nizki glas in klavir (1972)

### Zborovska glasba
- Starka za vasjo (Srečko Kosovel)
- Letski motiv I (Josip Murn Aleksandrov)
- Letski motiv II (Josip Murn Aleksandrov)
- Sv. Štefan (Srečko Kosovel)
- Oreh (Srečko Kosovel)
- Pesem Šimna Sirotnika (Cene Vipotnik)